# Nipponomysis patula
Nipponomysis patula är en kräftdjursart som beskrevs av Nobuyuki Fukuoka och Pinkaew 2003. Nipponomysis patula ingår i släktet Nipponomysis och familjen Mysidae. Inga underarter finns listade i Catalogue of Life.